# Brillecourt
Brillecourt est une commune française, située dans le département de l'Aube en région Grand Est.

## Géographie
|            | Dommartin-le-Coq | Jasseines |
| Coclois    | Brillecourt      | Aulnay    |
| Verricourt | Magnicourt       |           |

Le Ravet se jette dans l'Aube (rivière) à Brillecourt. Les D 5 et D 75 desservent la commune.
Sur un cadastre de 1837 se trouvaient au territoire le Bac, Boutefourche, la Tannerie, l'Ochiot.

### Hydrographie
La commune est dans la région hydrographique « la Seine de sa source au confluent de l'Oise (exclu) » au sein du bassin Seine-Normandie. Elle est drainée par l'Aube et le Ravet,.
L'Aube, d'une longueur de 249 km, prend sa source dans la commune d'Auberive et se jette  dans la Seine à Marcilly-sur-Seine, après avoir traversé 82 communes.

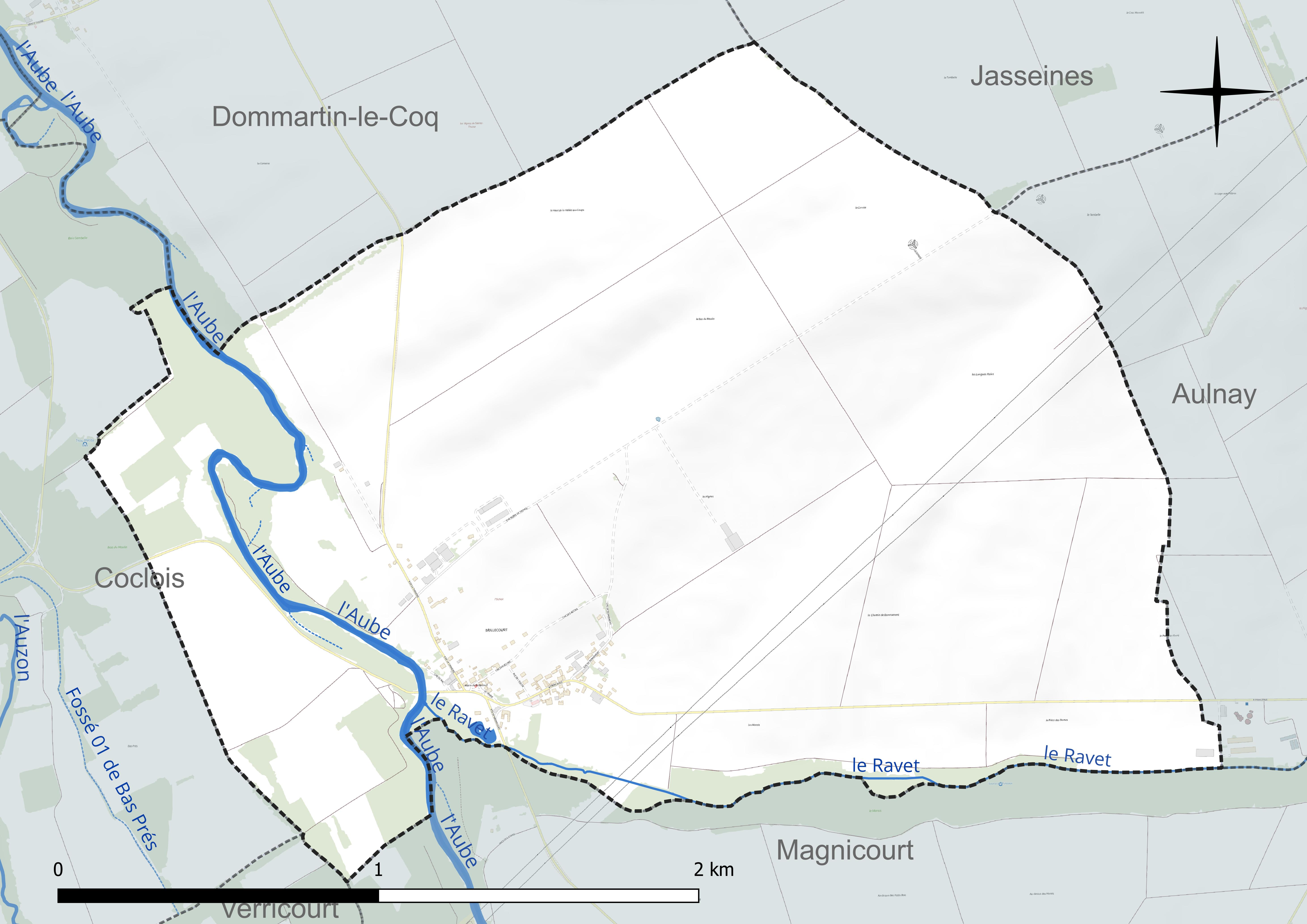
Réseau hydrographique de Brillecourt.

Le Ravet, d'une longueur de 16 km, prend sa source dans la commune de Chavanges et se jette  dans la Seine sur la commune, après avoir traversé six communes.

### Climat
Pour des articles plus généraux, voir Climat du Grand Est et Climat de l'Aube.
En 2010, le climat de la commune est de type climat océanique dégradé des plaines du Centre et du Nord, selon une étude du Centre national de la recherche scientifique s'appuyant sur une série de données couvrant la période 1971-2000. En 2020, Météo-France publie une typologie des climats de la France métropolitaine dans laquelle la commune est exposée à un climat océanique altéré et est dans la région climatique Nord-est du bassin Parisien, caractérisée par un ensoleillement médiocre, une pluviométrie moyenne régulièrement répartie au cours de l’année et un hiver froid (3 °C).
Pour la période 1971-2000, la température annuelle moyenne est de 10,6 °C, avec une amplitude thermique annuelle de 16 °C. Le cumul annuel moyen de précipitations est de 699 mm, avec 12,2 jours de précipitations en janvier et 8,2 jours en juillet. Pour la période 1991-2020, la température moyenne annuelle observée sur la station météorologique de Météo-France la plus proche, « Mathaux-Étape », sur la commune de Mathaux à 14 km à vol d'oiseau, est de 11,5 °C et le cumul annuel moyen de précipitations est de 733,9 mm. 
La température maximale relevée sur cette station est de 41,5 °C, atteinte le 25 juillet 2019 ; la température minimale est de −18 °C, atteinte le 2 janvier 1997,,.
Les paramètres climatiques de la commune ont été estimés pour le milieu du siècle (2041-2070) selon différents scénarios d'émission de gaz à effet de serre à partir des nouvelles projections climatiques de référence DRIAS-2020. Ils sont consultables sur un site dédié publié par Météo-France en novembre 2022.

## Urbanisme

### Typologie
Au 1er janvier 2024, Brillecourt est catégorisée commune rurale à habitat dispersé, selon la nouvelle grille communale de densité à 7 niveaux définie par l'Insee en 2022.
Elle est située hors unité urbaine. Par ailleurs la commune fait partie de l'aire d'attraction de Troyes, dont elle est une commune de la couronne,. Cette aire, qui regroupe 209 communes, est catégorisée dans les aires de 200 000 à moins de 700 000 habitants,.

### Occupation des sols
L'occupation des sols de la commune, telle qu'elle ressort de la base de données européenne d’occupation biophysique des sols Corine Land Cover (CLC), est marquée par l'importance des territoires agricoles (90,4 % en 2018), en diminution par rapport à 1990 (91,5 %). La répartition détaillée en 2018 est la suivante : 
terres arables (81,7 %), forêts (9,6 %), zones agricoles hétérogènes (8,7 %). L'évolution de l’occupation des sols de la commune et de ses infrastructures peut être observée sur les différentes représentations cartographiques du territoire : la carte de Cassini (XVIIIe siècle), la carte d'état-major (1820-1866) et les cartes ou photos aériennes de l'IGN pour la période actuelle (1950 à aujourd'hui).

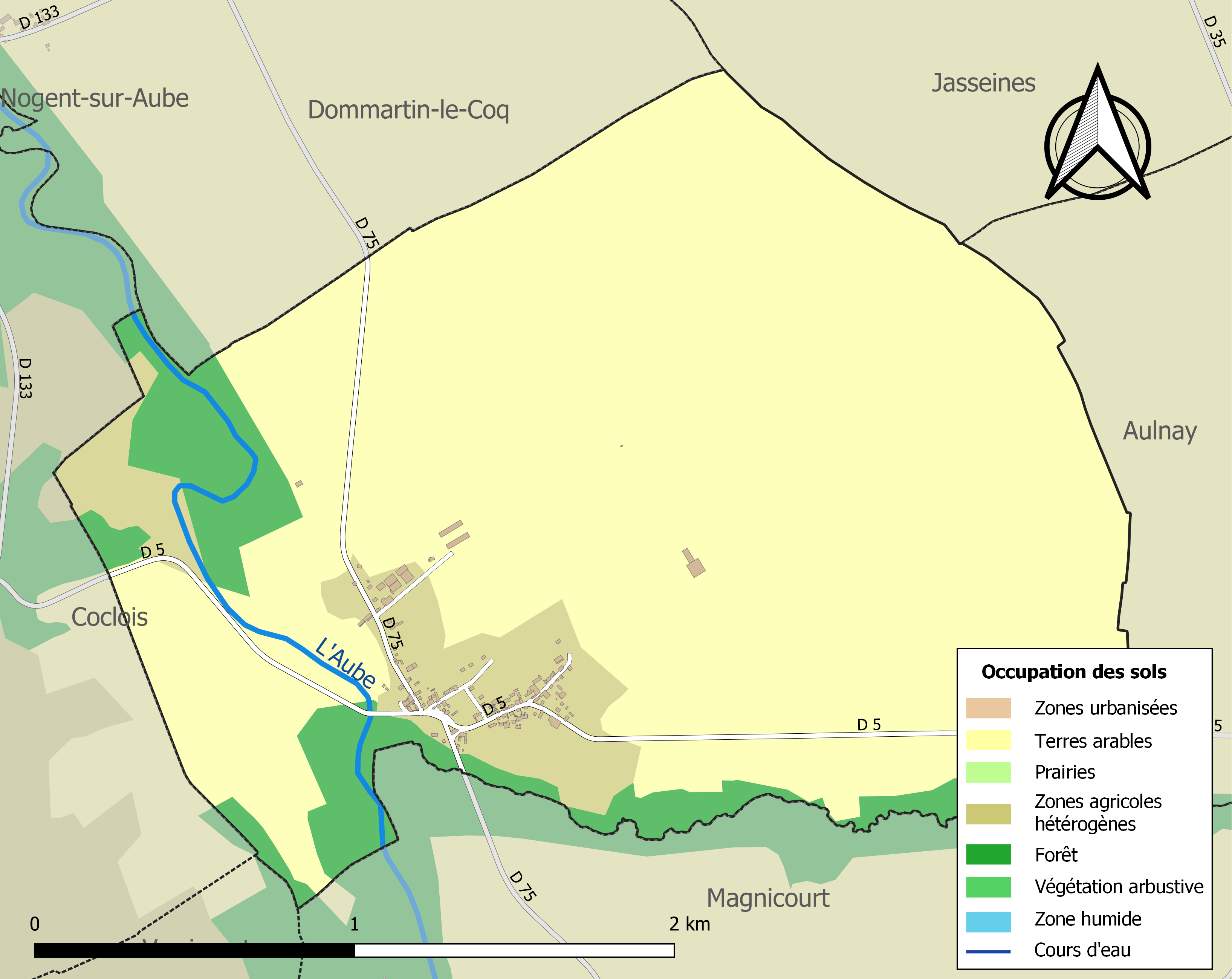
Carte des infrastructures et de l'occupation des sols de la commune en 2018 (CLC).

## Histoire
La Tombelle d'Aulnay, probablement d'époque celtique, est située en bordure des territoires de Brillecourt et d'Aulnay, sur le finage de Jasseines.
Un cimetière romain a été découvert en 1848 au lieu-dit l'Ochiot.
Il y avait un prieuré à Brillecourt, il est attesté dès 1089 et dépendait de l'abbaye Saint-Pierre de Montier-la-Celle. Une maison seigneuriale fut bâtie par le sire Jacques Chassy, seigneur de Magnicourt en 1658.
En 1789, la commune dépendait de l'intendance et de la généralité de Châlons, de l'élection de Bar-sur-Aube et du bailliage de Chaumont.

## Politique et administration

### Administration municipale
| Période                                  | Période   | Identité             | Étiquette | Qualité |
| ---------------------------------------- | --------- | -------------------- | --------- | ------- |
| avant 1988                               | mars 2008 | Yves Brouet          |           |         |
| mars 2008                                | 2014      | Guy Masson           |           |         |
| 2014                                     | En cours  | Malik-Tahar Akkouche | DVG       | Ouvrier |
| Les données manquantes sont à compléter. |           |                      |           |         |

### Intercommunalité
La commune fait partie de la communauté de communes de la Région de Ramerupt.

## Population et société

### Démographie
L'évolution du nombre d'habitants est connue à travers les recensements de la population effectués dans la commune depuis 1793. Pour les communes de moins de 10 000 habitants, une enquête de recensement portant sur toute la population est réalisée tous les cinq ans, les populations de référence des années intermédiaires étant quant à elles estimées par interpolation ou extrapolation. Pour la commune, le premier recensement exhaustif entrant dans le cadre du nouveau dispositif a été réalisé en 2008.

En 2022, la commune comptait 87 habitants, en évolution de −6,45 % par rapport à 2016 (Aube : +0,7 %, France hors Mayotte : +2,11 %).
| 1793 | 1800 | 1806 | 1821 | 1831 | 1836 | 1841 | 1846 | 1851 |
| ---- | ---- | ---- | ---- | ---- | ---- | ---- | ---- | ---- |
| 107  | 126  | 136  | 133  | 145  | 156  | 156  | 157  | 154  |

| 1856 | 1861 | 1866 | 1872 | 1876 | 1881 | 1886 | 1891 | 1896 |
| ---- | ---- | ---- | ---- | ---- | ---- | ---- | ---- | ---- |
| 153  | 155  | 140  | 139  | 122  | 104  | 111  | 116  | 115  |

| 1901 | 1906 | 1911 | 1921 | 1926 | 1931 | 1936 | 1946 | 1954 |
| ---- | ---- | ---- | ---- | ---- | ---- | ---- | ---- | ---- |
| 109  | 111  | 115  | 111  | 118  | 109  | 108  | 111  | 109  |

| 1962 | 1968 | 1975 | 1982 | 1990 | 1999 | 2006 | 2008 | 2013 |
| ---- | ---- | ---- | ---- | ---- | ---- | ---- | ---- | ---- |
| 111  | 112  | 114  | 82   | 77   | 81   | 86   | 88   | 98   |

| 2018 | 2022 | - | - | - | - | - | - | - |
| ---- | ---- | - | - | - | - | - | - | - |
| 86   | 87   | - | - | - | - | - | - | - |

## Lieux et monuments
L'église Saint-Pierre-aux-Liens de Brillecourt était une succursale de celle de Aulnay, était sous le vocable de Saint-Pierre-ès-Liens et datait du XIIe siècle. Bâtie sur un plan rectangulaire, elle possède du XVIe siècle : des verrières, des statues comme un christ en croix en bois et carton une vierge à l'enfant en bois polychrome. Du XIXe siècle il reste des peintures d'autel comme une Immaculée conception et un saint Pierre délivré par l'ange.